# Шиес (станция)
Ши́ес — железнодорожная станция Сольвычегодского региона Северной железной дороги, находящаяся в Урдомском городском поселении Ленского района Архангельской области. Получила всероссийскую известность в 2018 году в связи с планами властей построить рядом со станцией мусорный полигон. Эти планы вызвали массовые протесты, и в 2019 году проект был фактически заморожен.

## География
Станция Шиес находится в Урдомском городском поселении Ленского района Архангельской области. В радиусе как минимум 20 километров от неё нет ни одного обитаемого населенного пункта: ближайший поселок Мадмас находится в 23 километрах. Сам посёлок при станции Шиес необитаем с 2002 года, вокруг него на многие километры - глухая заболоченная тайга. Расстояние до границы Республики Коми - 4 км на восток или 7 км по железной дороге на северо-восток. Ближайшие ООПТ Архангельской области начинаются в 50 км на северо-запад от станции; это Яренский заказник (биологический) и Ленский заказник (ландшафтный). Мощность торфа вблизи станции Шиес превышает 1,5—2,0 м. Болота олиготрофные сфагново-пушицевые сильно обводнены. Они начали образовываться в период климатического оптимума голоцена не менее 7—5 тыс. лет назад.
Станция находится в санитарной зоне источника питьевой воды. Множество болот в районе Шиеса через ручьи и реки питает реку Вычегду (коми Эжва), которая впадает в Северную Двину.
Ближайшие города и крупные населённые пункты: город Сыктывкар в 98 км к востоку напрямик или в 299 км по автодороге, город Микунь в 75 км на северо-восток напрямик или в 220 км по автодороге, посёлок Жешарт в 34 км на северо-восток по железной дороге, город Коряжма в 131 км на юго-запад по железной или 162 км по автодороге, село Яренск (4400 жителей) — в 25 километрах на север, рабочий посёлок Урдома (4200 жителей) в 35 км на юго-запад.
Газопровод Ухта — Торжок проходит в 2 километрах на северо-запад от станции, идёт параллельно железной дороге. Российский природный газ, экспортируемый в западном направлении, частично проходит по этому газопроводу.

## Этимология названия
Станция получила своё название от реки Шиес, а происходит оно от нижневычегодского диалектного коми си́ес «хомут» и ёль «лесная речка», буквально — «речка, изогнутая как хомут».

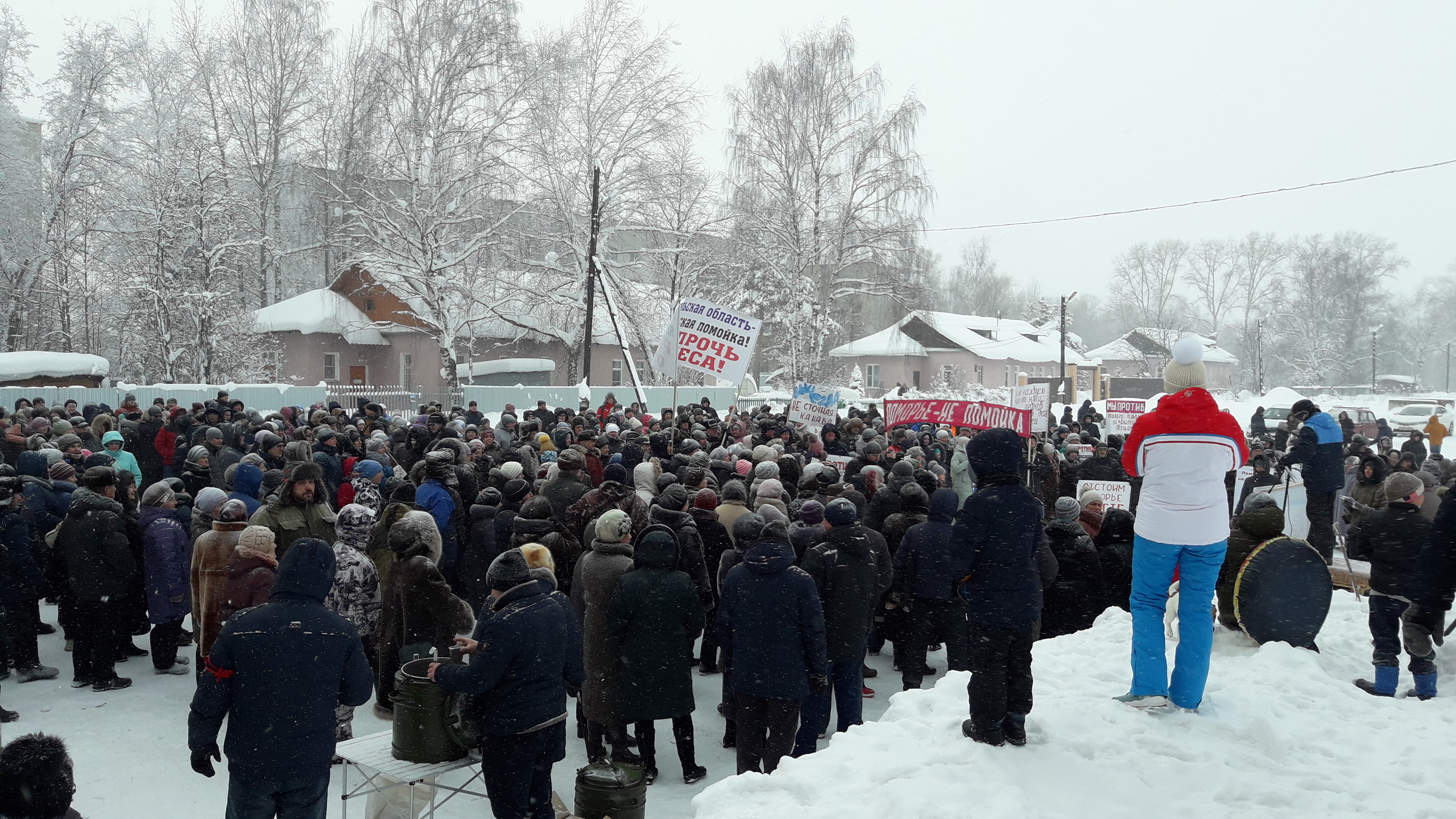
Митинг 3 февраля 2019 года в Коряжме против строительства свалки на железнодорожной станции Шиес

## Строительство мусорного полигона
См.: Протесты в Шиесе.
Станция Шиес находится в 23 км от посёлка Мадмас (Усть-Вымский район, Республика Коми). Летом 2018 года стало известно о том, что рядом со станцией в рамках реформы по обращению с отходами производства и потребления планируется создать мусорный полигон на пять тысяч гектаров. Инвестор, ООО «Технопарк», планировал складировать там вывезенные из Москвы брикеты с измельченным мусором, завёрнутые в полиэтиленовую плёнку («хвосты» — мусор, который не может использоваться вторично в производстве). Было объявлено о соблюдении в проекте всех экологических нормативов и о планах последующей рекультивации территории.
Работы на линейных объектах начались уже в 2018 году: строили перроны и площадки с твёрдым покрытием, вырубали деревья. Власти были на стороне инвестора ещё до общественных слушаний, тогда как местные жители выступили против строительства, боясь последствий для экологии: звучали даже требования отставки главы региона. Против полигона выступили и коммунисты в Республике Коми, и депутат Госдумы от Архангельской области Андрей Палкин. Поскольку власти не отступали, разгорелся полноценный конфликт, в рамках которого в Архангельске, Сыктывкаре и на территории Урдомского района происходили массовые акции протеста, а в районе Шиеса — регулярные столкновения между экологическими активистами с одной стороны, рабочими и охранниками — с другой. Противники строительства несколько раз предлагали провести в Архангельской области референдум, но получали отказ по формальным причинам.
Совет при Президенте Российской Федерации по развитию гражданского общества и правам человека, основываясь на заключении специалистов Двинско-Печорского бассейнового водного управления Федерального агентства водных ресурсов, в апреле 2019 года пришёл к выводу, что строительство полигона для московского мусора на Шиесе в границах II и III поясов зоны санитарной охраны источника питьевого и хозяйственно-бытового назначения приведёт к загрязнению рек и нарушит все возможные санитарные нормы. Глава Министерства природных ресурсов и экологии Российской Федерации Дмитрий Кобылкин неоднократно заявлял, что документация строящегося «экотехнопарка» не поступала в Росприроднадзор для проведения экологической экспертизы. Тем не менее в мае 2019 года правительство Архангельской области заключило с инвестором соглашение о сопровождении проекта: предполагалось, что в течение 20 лет на полигон будут завозить по 500 тысяч тонн отходов в год. К тому моменту полномочия по подготовке, согласованию и утверждению генеральных планов были переданы с муниципального уровня на региональный (министерству строительства и архитектуры правительства Архангельской области), а территория станции Шиес была отнесена к зоне специального назначения, где разрешено размещать захоронения отходов.

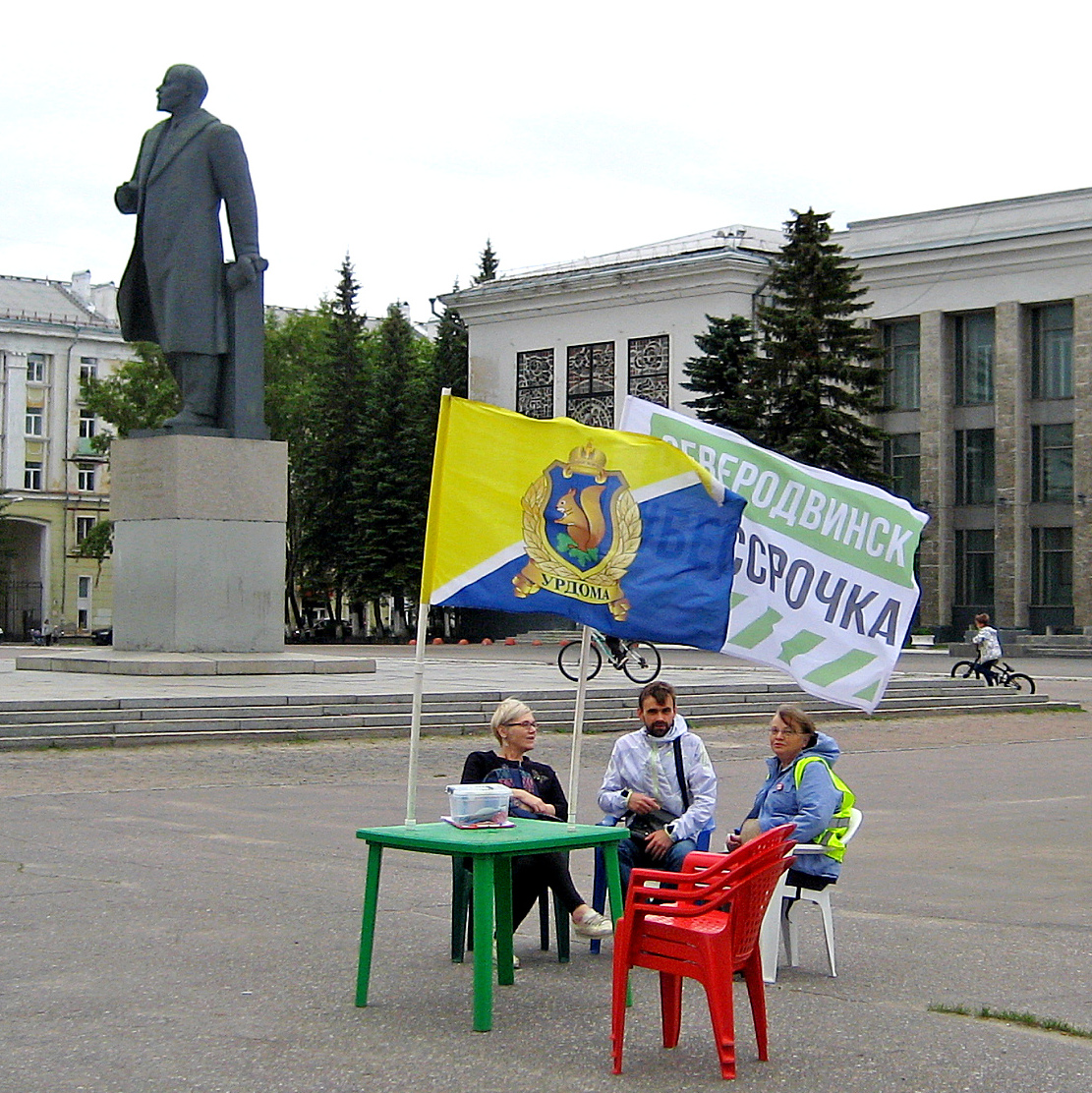
«Бессрочка» в Северодвинске против свалки в Шиесе

Из-за непрекращающихся протестов президент России Владимир Путин в июле 2019 года поручил правительству Архангельской области учесть мнение местных жителей. Вскоре работы на месте полигона были приостановлены. В сентябре 2019 года выяснилось, что проект под названием «ЭкоТехноПарк „Шиес“» является всего лишь объектом размещения отходов, а обработка и утилизация мусора, которые обязательно должны осуществляться в экотехнопарке, этим проектом не предусмотрены. Наконец, в январе 2020 года Арбитражный суд Архангельской области признал незаконной застройку, произведённую ООО «Технопарк» на станции Шиес, и потребовал в течение месяца её снести. «Технопарк» это решение оспорил, но его апелляция по состоянию на июль 2020 года всё ещё не рассмотрена: суд назначил повторную экспертизу.
После смены руководства Архангельской области, 2 июня 2020 года распоряжением правительства региона «О расторжении соглашения о сопровождении инвестиционного проекта между Правительством Архангельской области и обществом с ограниченной ответственностью „Технопарк“ от 20 мая 2019 года от 2 июня 2020 г. № 217-рп» было расторгнуто соглашение между правительством Архангельской области и ООО «Технопарк». При расторжении соглашения информация об инвестиционном проекте компании «ЭкоТехноПарк „Ши́ес“» должна быть исключена из реестра приоритетных инвестиционных проектов Архангельской области. По предписанию суда на станции Ши́ес также предстоит провести рекультивацию испорченного участка земли. По мнению эксперта Андрея Чуракова, исключение объекта на станции Ши́ес из числа приоритетных инвестпроектов носит формальный характер. Для завершения проекта московской мусорной свалки необходимо исключить её из генплана Урдомы, в который она была вписана без учёта мнения местных жителей и местных властей, и приступить к восстановлению нарушенной территории, вырубленных лесов на месте стройки. Сама же история с Шиесом, по сведениям Чуракова, была попыткой привести на станцию Шиес отходы столичной реновации — строительный мусор от московских пятиэтажек, а инвестиционный проект стал позже лишь прикрытием этой истории. Многие эксперты полагают, что в принципе реализация проекта может быть продолжена, если инвестор сочтёт это достаточно выгодным для себя.

## Дальнее сообщение
По состоянию на декабрь 2018 года через станцию курсируют следующие поезда дальнего следования:
| Круглогодичное обращение поездов | Круглогодичное обращение поездов | Круглогодичное обращение поездов | Круглогодичное обращение поездов |
| № поезда                         | Маршрут движения                 | № поезда                         | Маршрут движения                 |
| -------------------------------- | -------------------------------- | -------------------------------- | -------------------------------- |
| 375                              | Воркута — Москва                 | 376                              | Москва — Воркута                 |

|  |

|  |

|  |  |  |  |  |  |  |

|  |  |  |  |  |

|  |  |  |  |  |

| 378,5 км  |
| 1082,1 км |

|  |  |  |  |  |

|  |  |  |  |  |

|  |  |  |  |  |

|  |  |  |  |  |

|  |  |  |  |  |

|  |  |  |  |  |

|  |  |  |  |  |

|  |  |  |  |  |

|  |  |  |  |  |

|  |

| 398,2 км  |
| 1095,1 км |

|  |

|  |

|  |

|  |

|  |

|  |

|  |

|  |

|  |

|  |

|  |

|  |

|  |

|  |

|  |

|  |

|  |

|  |

|  |

|  |

|  |

|  |

|  |

|  |

|  |

|  |  |  |

| Архангельская область |
| Республика Коми       |

|  |

|  |

|  |

|  |

|  |

|  |

|  |

|  |

|  |

|  |

|  |

|  |

|  |

|  |

|  |  |  |  |  |  |  |

|  |  |  |  |  |

|  |  |  |  |  |

| 378,5 км  |
| 1082,1 км |

|  |  |  |  |  |

|  |  |  |  |  |

|  |  |  |  |  |

|  |  |  |  |  |

|  |  |  |  |  |

|  |  |  |  |  |

|  |  |  |  |  |

|  |  |  |  |  |

|  |  |  |  |  |

|  |

| 398,2 км  |
| 1095,1 км |

|  |

|  |

|  |

|  |

|  |

|  |

|  |

|  |

|  |

|  |

|  |

|  |

|  |

|  |

|  |

|  |

|  |

|  |

|  |

|  |

|  |

|  |

|  |

|  |

|  |

|  |  |  |

| Архангельская область |
| Республика Коми       |

|  |

|  |

|  |

|  |

|  |

|  |

|  |

|  |

|  |

|  |

|  |

|  |

|  |

|  |

|  |  |  |  |  |  |  |

|  |  |  |  |  |

|  |  |  |  |  |

| 378,5 км  |
| 1082,1 км |

|  |  |  |  |  |

|  |  |  |  |  |

|  |  |  |  |  |

|  |  |  |  |  |

|  |  |  |  |  |

|  |  |  |  |  |

|  |  |  |  |  |

|  |  |  |  |  |

|  |  |  |  |  |

|  |

| 398,2 км  |
| 1095,1 км |

|  |

|  |

|  |

|  |

|  |

|  |

|  |

|  |

|  |

|  |

|  |

|  |

|  |

|  |

|  |

|  |

|  |

|  |

|  |

|  |

|  |

|  |

|  |

|  |

|  |

|  |  |  |

| Архангельская область |
| Республика Коми       |

|  |

|  |

|  |

|  |

|  |

|  |

|  |

|  |

|  |

|  |

|  |

|  |

|  |

|  |

|  |  |  |  |  |  |  |

|  |  |  |  |  |

|  |  |  |  |  |

| 378,5 км  |
| 1082,1 км |

|  |  |  |  |  |

|  |  |  |  |  |

|  |  |  |  |  |

|  |  |  |  |  |

|  |  |  |  |  |

|  |  |  |  |  |

|  |  |  |  |  |

|  |  |  |  |  |

|  |  |  |  |  |

|  |

| 398,2 км  |
| 1095,1 км |

|  |

|  |

|  |

|  |

|  |

|  |

|  |

|  |

|  |

|  |

|  |

|  |

|  |

|  |

|  |

|  |

|  |

|  |

|  |

|  |

|  |

|  |

|  |

|  |

|  |

|  |  |  |

| Архангельская область |
| Республика Коми       |

|  |

|  |

|  |

|  |

|  |

|  |

|  |

|  |

|  |

|  |

|  |

|  |

С 10 июня 2019 года поезд «Москва — Воркута» на станции Шиес не останавливается. Не указан поезд Лабытнанги — Москва; Москва — Лабытнанги.